# Tramwaje w Niszu
Tramwaje w Niszu − zlikwidowany system komunikacji tramwajowej w mieście Nisz na południu Serbii. Funkcjonował on w latach 1930-1958. 

## Historia
Po zakończeniu I wojny światowej władze Niszu postanowiły wybudować linię tramwajową za pieniądze pochodzące z reparacji wojennych, które Królestwo SHS otrzymało od Niemiec
. Łącznie za sumę 21 milionów dinarów postawiono niezbędną infrastrukturę - szyny, przystanki, sieć zasilającą. Prace nad budową linii trwały od 1928 do 1929 roku. 16 listopada 1930 roku miał miejsce pierwszy kurs - tramwaj przejechał trasę od dworca kolejowego do miejscowości Niška Banja.
Długość systemu tramwajowego wynosiła około 12 kilometrów. Linia była jednotorowa. Oferowano 3 rodzaje biletów - z dworca kolejowego do placu Kralja Milana (cena biletu wynosiła 1 dinar), z dworca kolejowego do Wieży Czaszek (2 dinary) i z dworca kolejowego do Niškiej Banji (5 dinarów).  
W latach pięćdziesiątych podjęto decyzję o zlikwidowaniu tramwajów w Niszu. Ostatni kurs odbył się 10 sierpnia 1958 roku. Taboru nie zniszczono, lecz trafił on do Niškiej Banji. 